# Digna (imię)
Digna – imię żeńskie pochodzenia łacińskiego i oznaczające "wartościowa, zasłużona, właściwa, odpowiednia". Wśród patronek - św. Digna (IV wiek), pustelnica z Umbrii we Włoszech, zamieszkała w okolicach Todi.
Digna imieniny obchodzi 14 czerwca, 12 sierpnia i 22 września.